# Александровка (Ленинский район)
Алекса́ндровка (ранее Ново-Алекса́ндровка; укр. Олександрівка, крымскотат. Aleksandrovka, Александровка) — исчезнувшее село в Ленинском районе Республики Крым, располагавшееся на востоке района и Керченского полуострова, на северном берегу Чурбашского озера, в устье балки Александровская, примерно в 1 км к востоку от современного села Приозёрное.

## История
Впервые в доступных источниках селение встречается в «Списке населённых мест Таврической губернии по сведениям 1864 года», составленному по результатам VIII ревизии 1864 года, Ново-Александровка — владельческая русская деревня с 33 дворами и 186 жителями близ морскаго берега в составе Сарайминской волости Феодосийского уезда. На трехверстовой карте Шуберта 1865—1876 года Новоалександровка обозначена с также 33 дворами. По «Памятной книге Таврической губернии 1889 года», по результатам Х ревизии 1887 года, в деревне Ново-Александровка числился 61 двор и 308 жителей. По «…Памятной книжке Таврической губернии на 1892 год» в Ново-Александровке, входившей в Ново-Александровское сельское общество, числилось 292 жителя в 47 домохозяйствах, а в безземельной Ново-Александровке, не входившей в сельское общество — 31 житель, домохозяйств не имеющих. По «…Памятной книжке Таврической губернии на 1902 год» в деревне Ново-Александровка, входившей в Ново-Александровское сельское общество, числилось 307 жителей в 60 домохозяйствах. По Статистическому справочнику Таврической губернии. Ч.II-я. Статистический очерк, выпуск пятый Феодосийский уезд, 1915 год, в деревне Ново-Александровка Сарайминской волости Феодосийского уезда числилось 70 дворов (все дворы с землёй) с русским населением в количестве 409 человек приписных жителей и 26 «посторонних», из которых 214 мужчин и 221 женщина. Жители владели 533 десятинами удобной земли. В хозяйствах имелось 117 лошадей, 98 коров и 53 головы овец, свиней, или коз.
После установления в Крыму Советской власти, по постановлению Крымревкома, 25 декабря 1920 года из Феодосийского уезда был выделен Керченский (степной) уезд, а, постановлением ревкома № 206 «Об изменении административных границ» от 8 января 1921 года была упразднена волостная система и в составе Керченского уезда был создан Керченский район в который вошло село (в 1922 году уезды получили название округов. 11 октября 1923 года, согласно постановлению ВЦИК, в административное деление Крымской АССР были внесены изменения, в результате которых округа были отменены и основной административной единицей стал Керченский район в который вошло село. Согласно Списку населённых пунктов Крымской АССР по Всесоюзной переписи 17 декабря 1926 года, в селе Ново-Александровка, Старо-Карантинного сельсовета Керченского района, числилось 109 дворов, из них 102 крестьянских, население составляло 548 человек, из них 478 русских, 62 украинца, 4 татар, 4 армян, действовала русская школа I ступени (пятилетка). Постановлением ВЦИК «О реорганизации сети районов Крымской АССР» от 30 октября 1930 года (по другим сведениям 15 сентября 1931 года) Керченский район упразднили и село включили в состав Ленинского, а, с образованием в 1935 году Маяк-Салынского района (переименованного 14 декабря 1944 года в Приморский) — в состав нового района. На подробной карте РККА Керченского полуострова 1941 года в селе обозначено 136 дворов.
После освобождения Крыма от фашистов, 12 августа 1944 года было принято постановление № ГОКО-6372с «О переселении колхозников в районы Крыма» и в сентябре того же года в район приехали первые новоселы 204 семьи из Тамбовской области, а в начале 1950-х годов последовала вторая волна переселенцев из различных областей Украины. С 25 июня 1946 года селение в составе Крымской области РСФСР, а 26 апреля 1954 года Крымская область была передана из состава РСФСР в состав УССР. Время включения в Приозёрновский сельсовет пока не установлено: на 15 июня 1960 года село уже числилось в его составе. Указом Президиума Верховного Совета УССР «Об укрупнении сельских районов Крымской области», от 30 декабря 1962 года Приморский район был упразднён и вновь село присоединили к Ленинскому. Исключено из учётных данных в 1984 году.

### Динамика численности населения
| - 1864 год — 186 чел. - 1889 год — 308 чел. - 1892 год — 323 чел. | - 1902 год — 307 чел. - 1915 год — 409/26 чел. - 1926 год — 548 чел. |